# Los Laureles, Delstaten Mexiko
Los Laureles är en ort i Mexiko.   Den ligger i kommunen Xonacatlán och delstaten Mexiko, i den sydöstra delen av landet, 40 km väster om huvudstaden Mexico City. Los Laureles ligger 2 767 meter över havet och antalet invånare är 770.
Terrängen runt Los Laureles är kuperad åt nordost, men åt sydväst är den platt. Runt Los Laureles är det tätbefolkat, med 570 invånare per kvadratkilometer. Närmaste större samhälle är Cuajimalpa, 19,9 km öster om Los Laureles. I omgivningarna runt Los Laureles växer huvudsakligen savannskog.